# Roemeens handbalteam (vrouwen)

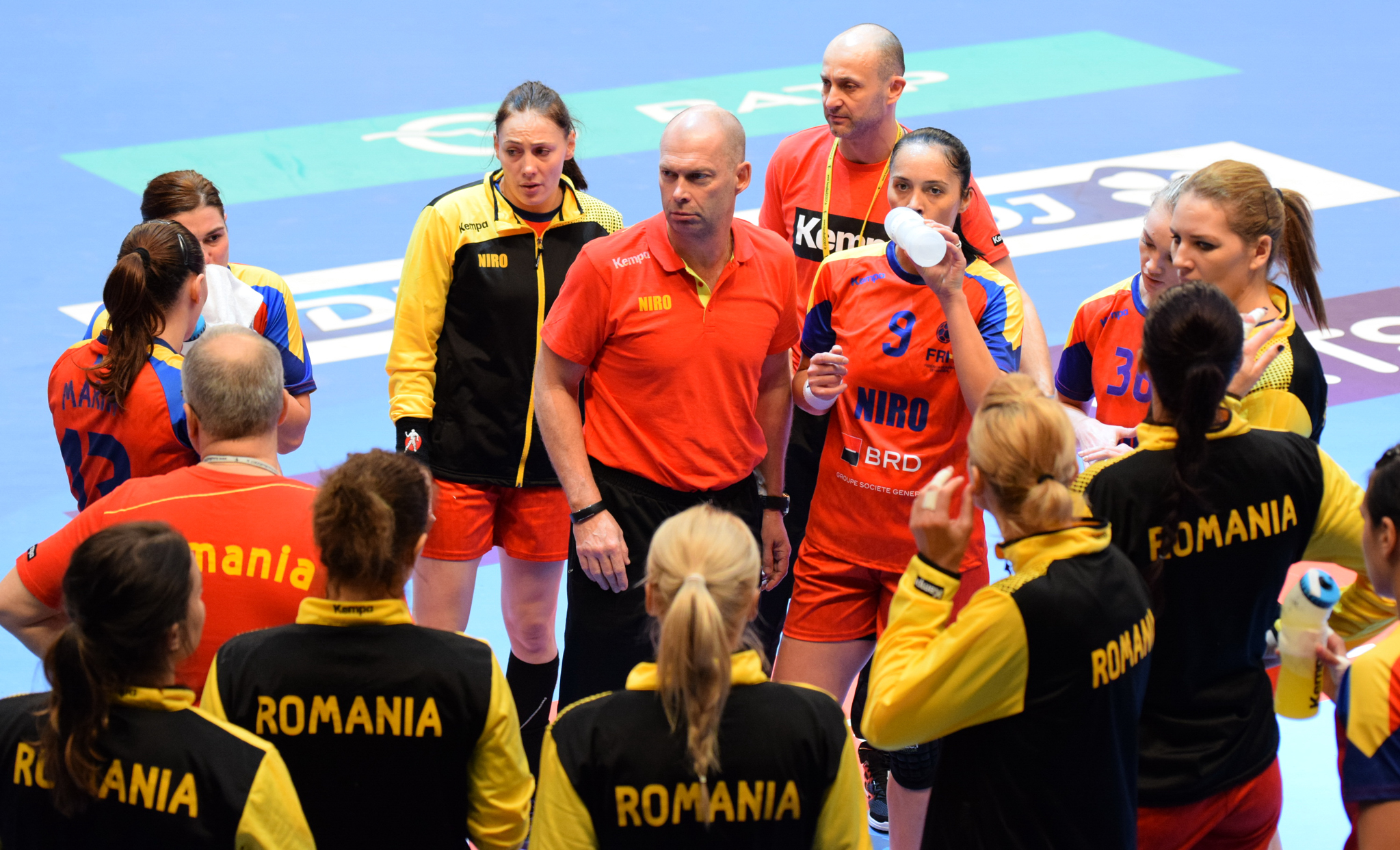
Het Roemeense team in 2015, gecoacht door Tomas Ryde.

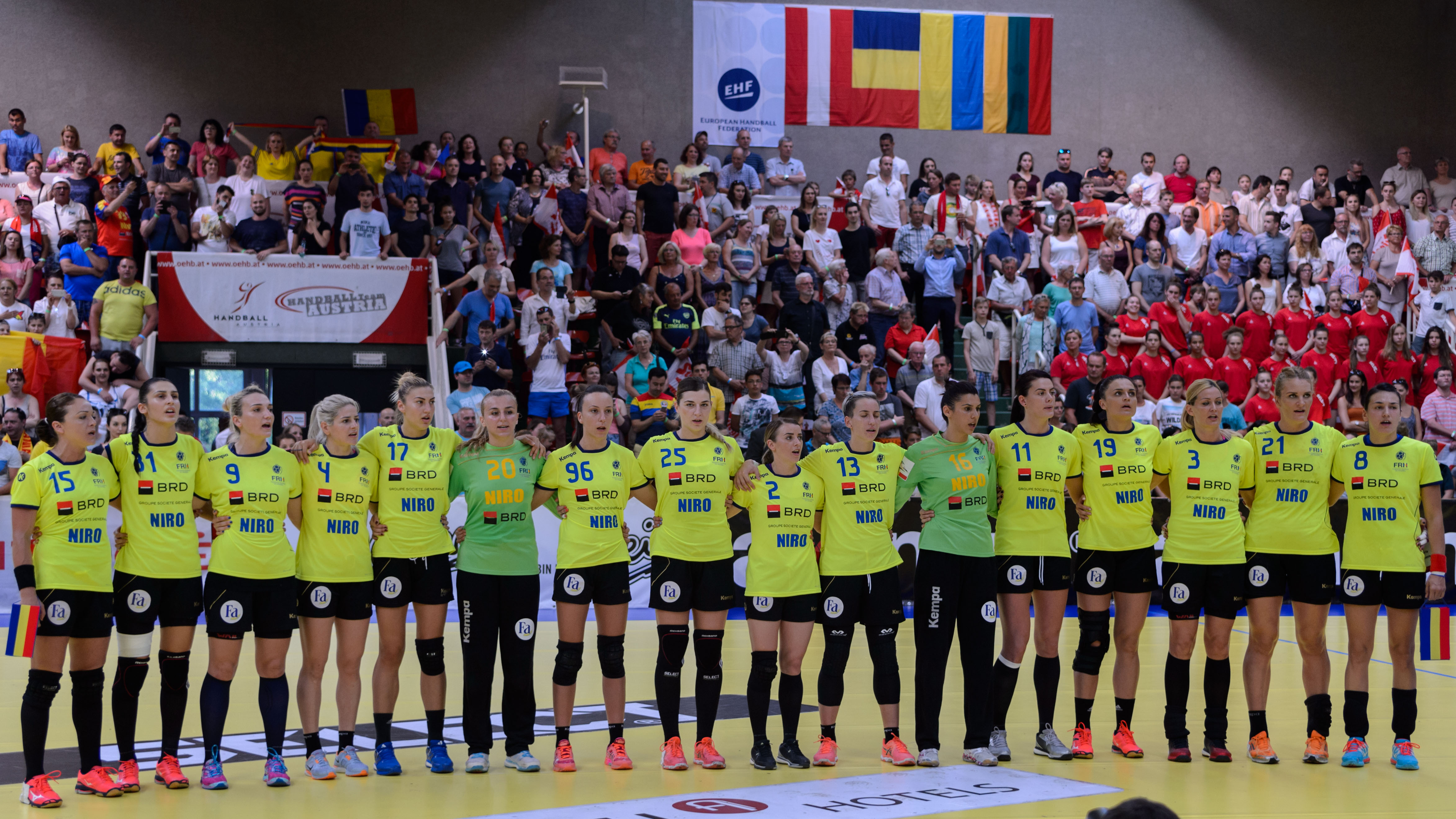
Het Roemeense team in 2017, onder leiding van Ambros Martín.

Het Roemeens handbalteam is het nationale vrouwenteam dat Roemenië vertegenwoordigt tijdens internationale handbalwedstrijden. Het team valt onder de verantwoordelijkheid van de Roemeense Handbalfederatie.

## Resultaten

### Olympische Spelen
| Olympische Spelen | Olympische Spelen   | Olympische Spelen   | Olympische Spelen   | Olympische Spelen   | Olympische Spelen   | Olympische Spelen   | Olympische Spelen   | Olympische Spelen   |
| Jaar (teams)      | Resultaat           | Wed                 | W                   | G                   | V                   | DV                  | DT                  | DS                  |
| ----------------- | ------------------- | ------------------- | ------------------- | ------------------- | ------------------- | ------------------- | ------------------- | ------------------- |
| 1976 (6)          | 4e                  | 5                   | 2                   | 0                   | 3                   | 73                  | 83                  | −10                 |
| 1980 (6)          | Niet gekwalificeerd | Niet gekwalificeerd | Niet gekwalificeerd | Niet gekwalificeerd | Niet gekwalificeerd | Niet gekwalificeerd | Niet gekwalificeerd | Niet gekwalificeerd |
| 1984 (6)          | Niet gekwalificeerd | Niet gekwalificeerd | Niet gekwalificeerd | Niet gekwalificeerd | Niet gekwalificeerd | Niet gekwalificeerd | Niet gekwalificeerd | Niet gekwalificeerd |
| 1988 (8)          | Niet gekwalificeerd | Niet gekwalificeerd | Niet gekwalificeerd | Niet gekwalificeerd | Niet gekwalificeerd | Niet gekwalificeerd | Niet gekwalificeerd | Niet gekwalificeerd |
| 1992 (8)          | Niet gekwalificeerd | Niet gekwalificeerd | Niet gekwalificeerd | Niet gekwalificeerd | Niet gekwalificeerd | Niet gekwalificeerd | Niet gekwalificeerd | Niet gekwalificeerd |
| 1996 (8)          | Niet gekwalificeerd | Niet gekwalificeerd | Niet gekwalificeerd | Niet gekwalificeerd | Niet gekwalificeerd | Niet gekwalificeerd | Niet gekwalificeerd | Niet gekwalificeerd |
| 2000 (10)         | 7e                  | 6                   | 2                   | 1                   | 3                   | 176                 | 191                 | −15                 |
| 2004 (10)         | Niet gekwalificeerd | Niet gekwalificeerd | Niet gekwalificeerd | Niet gekwalificeerd | Niet gekwalificeerd | Niet gekwalificeerd | Niet gekwalificeerd | Niet gekwalificeerd |
| 2008 (12)         | 7e                  | 8                   | 5                   | 0                   | 3                   | 248                 | 212                 | +36                 |
| 2012 (12)         | Niet gekwalificeerd | Niet gekwalificeerd | Niet gekwalificeerd | Niet gekwalificeerd | Niet gekwalificeerd | Niet gekwalificeerd | Niet gekwalificeerd | Niet gekwalificeerd |
| 2016 (12)         | 9e                  | 5                   | 2                   | 0                   | 3                   | 108                 | 118                 | −12                 |
| 2020 (12)         | Niet gekwalificeerd | Niet gekwalificeerd | Niet gekwalificeerd | Niet gekwalificeerd | Niet gekwalificeerd | Niet gekwalificeerd | Niet gekwalificeerd | Niet gekwalificeerd |
| Totaal            | 4/11                | 24                  | 11                  | 1                   | 12                  | 605                 | 604                 | +1                  |

 Kampioenen   Runners-up   Derde plaats   Vierde plaats

### Wereldkampioenschap
| Wereldkampioenschap | Wereldkampioenschap | Wereldkampioenschap | Wereldkampioenschap | Wereldkampioenschap | Wereldkampioenschap | Wereldkampioenschap | Wereldkampioenschap | Wereldkampioenschap |
| Jaar                | Resultaat           | Wed                 | W                   | G                   | V                   | DV                  | DT                  | DS                  |
| ------------------- | ------------------- | ------------------- | ------------------- | ------------------- | ------------------- | ------------------- | ------------------- | ------------------- |
| 1957                | 9e                  | 4                   | 0                   | 0                   | 4                   | 3                   | 14                  | −11                 |
| 1962                | 1e                  | 5                   | 4                   | 1                   | 0                   | 36                  | 22                  | +14                 |
| 1965                | 6e                  | 4                   | 0                   | 2                   | 2                   | 27                  | 31                  | −4                  |
| 1971                | 4e                  | 5                   | 1                   | 2                   | 2                   | 52                  | 53                  | −1                  |
| 1973                | 2e                  | 5                   | 4                   | 0                   | 1                   | 67                  | 52                  | +15                 |
| 1975                | 4e                  | 7                   | 4                   | 0                   | 3                   | 102                 | 83                  | +19                 |
| 1978                | 7e                  | 5                   | 3                   | 0                   | 2                   | 78                  | 67                  | +11                 |
| 1982                | 8e                  | 7                   | 3                   | 3                   | 1                   | 159                 | 122                 | +37                 |
| 1986                | 5e                  | 7                   | 5                   | 1                   | 1                   | 179                 | 155                 | +24                 |
| 1990                | 7e                  | 7                   | 3                   | 1                   | 3                   | 149                 | 138                 | +11                 |
| 1993                | 4e                  | 7                   | 4                   | 0                   | 3                   | 156                 | 129                 | +27                 |
| 1995                | 7e                  | 8                   | 6                   | 0                   | 2                   | 232                 | 175                 | +57                 |
| 1997                | 12e                 | 6                   | 3                   | 0                   | 3                   | 186                 | 161                 | +25                 |
| 1999                | 4e                  | 9                   | 5                   | 0                   | 4                   | 250                 | 196                 | +54                 |
| 2001                | 17e                 | 5                   | 1                   | 0                   | 4                   | 129                 | 135                 | −6                  |
| 2003                | 10e                 | 8                   | 4                   | 1                   | 3                   | 244                 | 206                 | +38                 |
| 2005                | 2e                  | 10                  | 9                   | 0                   | 1                   | 322                 | 249                 | +73                 |
| 2007                | 4e                  | 10                  | 7                   | 0                   | 3                   | 320                 | 283                 | +37                 |
| 2009                | 8e                  | 8                   | 5                   | 1                   | 3                   | 306                 | 231                 | +75                 |
| 2011                | 13e                 | 6                   | 2                   | 1                   | 3                   | 166                 | 183                 | −17                 |
| 2013                | 10e                 | 6                   | 4                   | 0                   | 2                   | 161                 | 127                 | +34                 |
| 2015                | 3e                  | 9                   | 5                   | 0                   | 4                   | 270                 | 225                 | +45                 |
| 2017                | 10e                 | 6                   | 4                   | 0                   | 2                   | 150                 | 140                 | +10                 |
| 2019                | 12e                 | 8                   | 3                   | 0                   | 5                   | 181                 | 227                 | −46                 |
| 2021                | 13e                 |                     |                     |                     |                     |                     |                     |                     |
| Totaal              | 25/25               | 162                 | 89                  | 13                  | 61                  | 3.925               | 3.404               | +521                |

 Kampioenen   Runners-up   Derde plaats   Vierde plaats

### Europees kampioenschap
| Europees kampioenschap | Europees kampioenschap | Europees kampioenschap | Europees kampioenschap | Europees kampioenschap | Europees kampioenschap | Europees kampioenschap | Europees kampioenschap | Europees kampioenschap | Europees kampioenschap |
| Jaar (teams)           | Resultaat              | Wed                    | W                      | G                      | V                      | DV                     | DT                     | DS                     | Kwal                   |
| ---------------------- | ---------------------- | ---------------------- | ---------------------- | ---------------------- | ---------------------- | ---------------------- | ---------------------- | ---------------------- | ---------------------- |
| 1994 (12)              | 10e                    | 6                      | 2                      | 0                      | 4                      | 112                    | 124                    | −12                    | (Kwal.)                |
| 1996 (12)              | 5e                     | 6                      | 4                      | 1                      | 1                      | 155                    | 139                    | +16                    | (Kwal.)                |
| 1998 (12)              | 11e                    | 6                      | 1                      | 0                      | 5                      | 148                    | 168                    | −20                    | (Kwal.)                |
| 2000 (12)              | 4e                     | 7                      | 3                      | 1                      | 3                      | 168                    | 164                    | +4                     | (Gastland)             |
| 2002 (16)              | 7e                     | 7                      | 4                      | 0                      | 3                      | 169                    | 166                    | +3                     | (EK 2000)              |
| 2004 (16)              | 7e                     | 7                      | 5                      | 0                      | 2                      | 206                    | 187                    | +19                    | (Kwal.)                |
| 2006 (16)              | Niet gekwalificeerd    | Niet gekwalificeerd    | Niet gekwalificeerd    | Niet gekwalificeerd    | Niet gekwalificeerd    | Niet gekwalificeerd    | Niet gekwalificeerd    | Niet gekwalificeerd    | Niet gekwalificeerd    |
| 2008 (16)              | 5e                     | 7                      | 5                      | 0                      | 2                      | 209                    | 199                    | +10                    | (Kwal.)                |
| 2010 (16)              | 3e                     | 8                      | 5                      | 0                      | 3                      | 205                    | 197                    | +8                     | (Kwal.)                |
| 2012 (16)              | 10e                    | 6                      | 2                      | 1                      | 3                      | 136                    | 139                    | −3                     | (Kwal.)                |
| 2014 (16)              | 9e                     | 6                      | 3                      | 1                      | 2                      | 136                    | 137                    | −1                     | (Kwal.)                |
| 2016 (16)              | 5e                     | 7                      | 5                      | 0                      | 2                      | 173                    | 158                    | +15                    | (Kwal.)                |
| 2018 (16)              | 4e                     | 7                      | 4                      | 0                      | 3                      | 213                    | 212                    | +1                     | (Kwal.)                |
| 2020 (16)              | 12de                   | 6                      | 1                      | 0                      | 5                      | 135                    | 160                    | −25                    | (Kwal.)                |
| 2022 (16)              | 12de                   | 6                      | 2                      | 0                      | 4                      | 170                    | 181                    | -11                    | (Kwal.)                |
| Totaal                 | 14/15                  | 92                     | 46                     | 4                      | 42                     | 2.335                  | 2.331                  | +4                     |                        |

## Team

### Belangrijke speelsters
IHF wereldhandbalspeler van het jaar
- Cristina Neagu (linkeropbouw), 2010, 2015, 2016 en 2018

Meest waardevolle speelster
- Cristina Neagu (linkeropbouw), Wereldkampioenschap 2015

All-Star Team speelsters
- Cristina Neagu (linkeropbouw), Wereldkampioenschap 2015, Europees kampioenschap 2010, 2014, 2016 en 2022

Topscoorders
- Cristina Neagu (linkeropbouw), Wereldkampioenschap 2015, Europees kampioenschap 2010